# 스리라스미 수와디
스리라스미 스와디(태국어: ศรีรัศมิ์ สุวะดี)는 태국 짜끄리 왕조 군주 마하 와치랄롱꼰의 3번째 배우자이다.

## 가족 관계

### 조부모와 부모
- 조부 : ?
- 조모 : ?
- 부친 : 아피룻 수와디
- 모친 : 완타니 수와디

### 남동생
1. 나롱 수와디
2. 낫타폴 수와디

### 여동생
1. 수다팁 무앙누알
2. 빠니다 수와디

### 부군
1. 와치라롱껄왕세자 – 이혼 – 제10대 국왕 라마 10세

### 자녀
- 장남 : 티빵껄랏차미촛왕자 (2005년 ~ )